# Anne Morrow Lindbergh

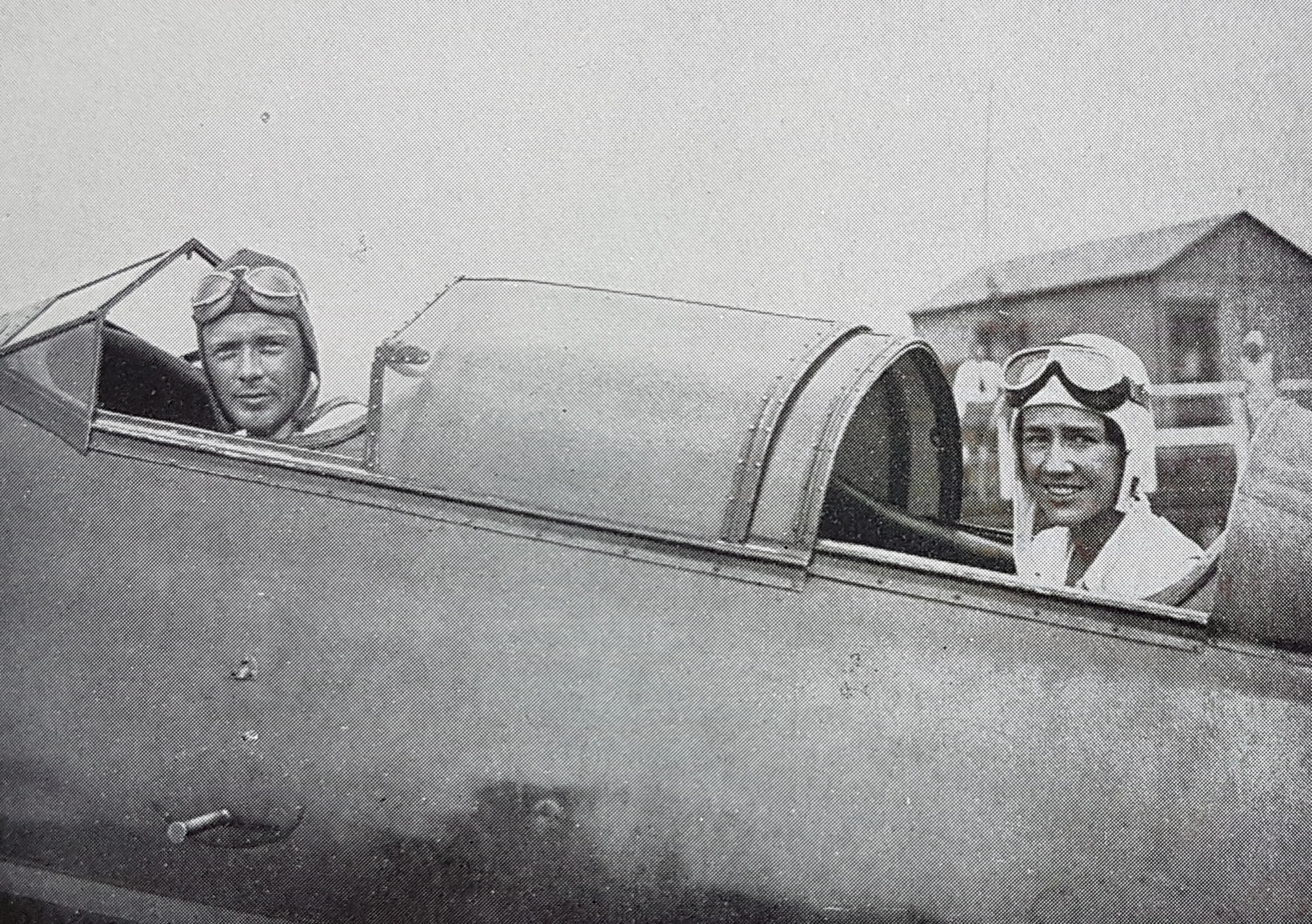
Charles e Anne Lindbergh em Lockheed Sirius

Anne Morrow Lindbergh, (Englewood, 22 de junho de 1906 – Vermont, 7 de fevereiro de 2001) foi uma autora e aviadora estadunidense. Ela era esposa do condecorado aviador pioneiro Charles Lindbergh, com quem fez muitos voos exploratórios. É a autora de O presente do Mar.

## Vida
Após o sequestro e assassinato de seu filho mais velho, eles viveram na Europa, onde Charles ficou impressionado com o novo poder aéreo da Alemanha. Quando eles voltaram para a América, ele liderou o isolacionista America First Committee. O livreto de apoio de Anne, The Wave of the Future, declarou que o fascismo era o caminho inevitável a seguir; ela também havia escrito uma carta elogiando Hitler em termos inequívocos.
Após a Segunda Guerra Mundial, ela se afastou da política, escrevendo extensa poesia e não-ficção, sendo Presente do Mar um livro inspirador para mulheres que parece prenunciar o movimento verde.